# Innerer Monolog
Der innere Monolog ist eine Sonderform der Ich-Erzählsituation, die in literarischen Texten zur Vermittlung von Gedankenvorgängen eingesetzt wird. Er ist eng verwandt mit der Erzähltechnik des Bewusstseinsstroms (Stream of consciousness) und lässt sich nicht genau von ihr abgrenzen.

## Beschreibung
Er besteht aus direkter Rede, die aber entweder nicht ausgesprochen oder von Außenstehenden nicht bemerkt wird. (Beispiel: „Ich weiß nicht, ob ich ihn ansprechen soll. – Hallo, Sie!“ Hier kann der erste Satz ein innerer Monolog sein.) Im Unterschied zur Erzähltechnik des Bewusstseinsstroms spricht sich eine literarische Figur im inneren Monolog direkt an, fragt sich, macht sich Vorwürfe usw. Er besteht also eher aus einem aktiven Mitteilen als aus einem passiven Erleben. (Beispiel: „Kalt. Schmerz. Immer weiter. – Warum sieht man nichts?“ Hier kann der letzte Satz ein innerer Monolog sein, die anfänglichen Fragmente sind eher „Bewusstseinsstrom“.)
Der Reiz des inneren Monologs besteht in der Paradoxie, dass alle Leser mitbekommen, was die Figur nur zu sich selbst sagt. Er entspricht in seiner preisgegebenen Intimität etwa dem veröffentlichten Tagebuch. Arthur Schnitzler hat dieses Stilmittel in seiner Erzählung Fräulein Else (1924) verwendet, die konsequent als innerer Monolog gestaltet ist: Else, die für einen Geldbetrag gezwungen werden soll, sich einem Kunsthändler nackt zu zeigen, betrachtet sich so im Spiegel, wie sie dieser Kunsthändler sehen wird, und spricht zu sich selbst. Der Leser bekommt Elses Gedanken mit, sieht aber nicht ihr Spiegelbild („Ich will Ihre blutroten Lippen küssen. Ich will Ihre Brüste an meine Brüste pressen. Wie schade, dass das Glas zwischen uns ist, das kalte Glas.“) Weil Else sich am Schluss in der Hotelhalle entblößt, statt wie erwartet auf dem Zimmer des Kunsthändlers, und damit einen Skandal verursacht, wird die Spannung zwischen privater und öffentlicher Wahrnehmung auch zum Prinzip der Handlung.
Eine Sonderform des inneren Monologs ist der innere Dialog als Disput im Kopf einer Figur wie bei Gollum/Sméagol in Der Herr der Ringe, der in zwei widersprüchliche Persönlichkeiten aufgespalten ist. Der Begriff „innerer Dialog“ spielt in der modernen Hermeneutik von Hans-Georg Gadamer eine Rolle.

## Geschichte
Fast jeder Roman enthält neben erzählenden Passagen und Dialogen auch inneren Monolog. In der Oper ist die Arie seit dem 18. Jahrhundert oft als innerer Monolog gestaltet. In der Zeit zwischen Empfindsamkeit und Sturm und Drang wird das individuelle Gefühl Gegenstand des öffentlichen Interesses. Als dominierende Form der Mitteilung taucht der innere Monolog seit etwa 1770 in Monodramen auf (Jean-Jacques Rousseau: Pygmalion, Goethe: Proserpina).
Der Naturalismus in Literatur und Theater führte am Ende des 19. Jahrhunderts zu einem neuen Interesse am inneren Monolog (zum Beispiel in Edouard Dujardins Les lauriers sont coupés, 1887). Arthur Schnitzlers Lieutenant Gustl (1900) wird oft als erste Erzählung bezeichnet, die ausschließlich im inneren Monolog gehalten ist. Josep Maria Castellet begründet diese Entwicklung mit der Entwicklung der bürgerlichen Gesellschaft, deren „Ordnung und Sicherheit zunehmend zerfällt. An deren Stelle treten die Unbeständigkeit und die individuelle Einsamkeit […]. Damit treten in der Literatur die Angst und die Furcht des vereinsamten Menschen in Erscheinung“.
Die Avantgarden seit 1900 wandten sich allerdings gegen die sprachliche Ordnung des inneren Monologs, weil Gedanken und Selbstgespräche oft unzusammenhängend erscheinen, und favorisierten den freieren Bewusstseinsstrom. Hier ist kein Erzähler mehr am Werk, der die Gedanken ordnet und strukturiert. „Tatsächlich denken wir meist überhaupt nicht in grammatikalischen Sätzen, was schon mit der ungeheuren Schnelligkeit, mit der gedacht wird, nicht vereinbar wäre, sondern die Gedanken wälzen sich, rollen und passieren vorüber […]“ (Kurt Tucholsky, 1927). Aus dieser Haltung sind experimentelle Werke wie Ulysses (seit 1918) von James Joyce hervorgegangen. Marcel Proust hat den inneren Monolog häufig in seiner fiktiven Erinnerungschronik Auf der Suche nach der verlorenen Zeit (seit 1913) verwendet.

## Innerer Monolog im Film
Der innere Monolog findet beim Film oft als „Stimme aus dem Off“ für eine im Bild gezeigte Figur Verwendung. Außerdem stand er häufig in Verbindung mit melodramatischer Musik, heute mit Filmmusik. Heute wird der innere Monolog auch sehr häufig im Bereich Anime verwendet.